# Concerto per archi e canguro
Concerto per archi e canguro (Gun, with Occasional Music, Stati Uniti 1994) è il primo romanzo di Jonathan Lethem.
Ambientato in un  futuro popolato di animali parlanti, bambini manipolati e consumo di droghe legali, il romanzo unisce l'appartenenza al genere fantascientifico a quello del romanzo hardboiled della tradizione di Raymond Chandler.
Il  libro ha vinto nel 1995 il Premio Locus per la miglior opera prima ed è stato finalista al Premio Nebula per il miglior romanzo.

## Trama
Il romanzo segue le avventure di Conrad Metcalf, un detective privato duro e saccente, in una futuristica Oakland, California. Metcalf viene assunto da un uomo incastrato per l'omicidio di un famoso urologo. Scopre rapidamente che nessuno vuole che il caso venga risolto: né l'ex moglie della vittima, né la polizia (ossia gli Inquisitori dell'Ufficio), e nemmeno il canguro armato che lavora per il boss mafioso locale. Dopo  molti richiami, Metcalf perde tutte le prerogative di investigatore e finisce per sei anni nella "Ghiacciaia" (un sistema economico per risolvere la lotta alla delinquenza: i colpevoli riconosciuti di un reato vengono ibernati. Ma, alla fine della condanna, in un mondo in cui tutti i protagonisti sono invecchiati o deteriorati, Metcalf ricomincia a fare domande e giunge alla spiegazione del caso.

## Personaggi
- Conrad Metcalf - "Inquisitore" privato, assai violento.
- Maynard Stanhunt - Dottore assassinato.
- Orton Angwine - accusato dell'omicidio di Maynard Stanhunt.
- Delia Limetree - Donna che ha scambiato le sue terminazioni nervose con Metcalf, non agisce nel romanzo..
- Theodore Twostrand - Scienziato responsabile della nuova terapia dell'evoluzione.
- Celeste Stanhunt - Vedova di Stanhunt.
- Sasha - "Gattina evoluta" (cioè sottoposta alla terapia dell'evoluzione): sa parlare e leggere.
- Grover Testafer - collega di Maynard Stanhunt: condividevano lo studio.
- Morgenlander - Inquisitore dell'"Ufficio".
- Kornfeld - Altro Inquisitore dell'"Ufficio".
- Shand - Umano, impiegato al Vistamont Hotel
- Danny Phoneblum - Gangster locale
- Joey Castle - Canguro evoluto (e delinquente) impiegato da Phoneblum
- Pansy Greenleaf - Donna dipendente del convivente di Celeste Stanhunt.
- Dulcie - Pecora evoluta di Testafer.
- Barry Greenleaf - Bambino evoluto, comunemente definito "Testolina"
- Catherine Teleprompter - Donna Inquisitore dell'"Ufficio".
- Maker - Titolo professionale; scienziato che produce "miscele" in una fabbrica
- Cole Bayzwaite - Architetto
- Walter Surface - "Inquisitore" privato: scimmia evoluta.
- Nancy - compagna di Surface.
- Woofer - Testolina.
- Tweeter - Testolina.
- Overholt - Gestisce per Phoneblum un bar di nome Fickle Muse

## Edizioni in italiano
- Jonathan Lethem, Concerto per archi e canguro, traduzione di Gianni Pannofino, I Mirti, Marco Tropea Editore, 2002, ISBN 88-438-0215-1.
- Jonathan Lethem, Concerto per archi e canguro, Milano: Bompiani, 2014